# Halticoptera
Halticoptera is een geslacht van vliesvleugeligen uit de familie Pteromalidae. De wetenschappelijke naam van dit geslacht is voor het eerst geldig gepubliceerd in 1811 door Spinola.

## Soorten
Het geslacht Halticoptera omvat de volgende soorten:
- Halticoptera adanacus Doganlar, 2006
- Halticoptera aegeriae (Ashmead, 1887)
- Halticoptera aenea (Walker, 1833)
- Halticoptera agaliensis Sureshan, 2003
- Halticoptera aletes (Walker, 1848)
- Halticoptera andriescui Mitroiu, 2005
- Halticoptera arduine (Walker, 1843)
- Halticoptera askewi Mitroiu, 2005
- Halticoptera atherigona Huang, 1990
- Halticoptera atilai Doganlar, 2006
- Halticoptera aureola Graham, 1972
- Halticoptera bonariensis (Brèthes, 1913)
- Halticoptera brevis Huang, 1991
- Halticoptera brodiei Ashmead, 1887
- Halticoptera circulus (Walker, 1833)
- Halticoptera cleodoxa (Walker, 1843)
- Halticoptera collaris (Walker, 1836)
- Halticoptera corrusca (Gravenhorst, 1807)
- Halticoptera crius (Walker, 1839)
- Halticoptera cupreola Spinola, 1811
- Halticoptera daci Silvestri, 1914
- Halticoptera dimidiata (Förster, 1841)
- Halticoptera elongatula Graham, 1972
- Halticoptera erdoesi Doganlar, 2006
- Halticoptera flavicornis (Spinola, 1808)
- Halticoptera gibbosa Huang, 1991
- Halticoptera gladiata Huang, 1991
- Halticoptera goodi Crawford, 1915
- Halticoptera gracilis (Förster, 1861)
- Halticoptera helioponi De Santis, 1976
- Halticoptera herse (Walker, 1839)
- Halticoptera hippeus (Walker, 1839)
- Halticoptera imphalensis Chishti & Shafee, 1986
- Halticoptera infesta (Förster, 1861)
- Halticoptera izzetbaysali Doganlar, 2006
- Halticoptera kemaliyensis Doganlar, 2006
- Halticoptera korsicaensis Doganlar, 2006
- Halticoptera laeta Spinola, 1811
- Halticoptera laevigata Thomson, 1876
- Halticoptera laticeps Ashmead, 1904
- Halticoptera letitiae Askew, 1972
- Halticoptera longipetiolus Hedqvist, 1975
- Halticoptera lorata Huang, 1991
- Halticoptera luteipes (Howard, 1897)
- Halticoptera lynastes (Walker, 1842)
- Halticoptera microstylus (Förster, 1861)
- Halticoptera minuta (Förster, 1861)
- Halticoptera mustela (Walker, 1839)
- Halticoptera nigriscapus (Howard, 1897)
- Halticoptera nobilis (Walker, 1874)
- Halticoptera ovoidea Huang, 1991
- Halticoptera patellana (Dalman, 1818)
- Halticoptera peruviana De Santis, 1987
- Halticoptera plana (Förster, 1841)
- Halticoptera polita (Walker, 1834)
- Halticoptera poreia (Walker, 1848)
- Halticoptera porteri (Brèthes, 1928)
- Halticoptera propinqua (Waterston, 1915)
- Halticoptera rosae Burks, 1955
- Halticoptera rotundata Spinola, 1811
- Halticoptera sakipagai Doganlar, 2006
- Halticoptera sariaster (Walker, 1842)
- Halticoptera scaptomyzae Hedqvist, 1977
- Halticoptera semifrenata De Santis, 1982
- Halticoptera semireticulata Mitroiu, 2005
- Halticoptera shimlica Narendran & Girish Kumar, 2010
- Halticoptera smaragdina (Curtis, 1832)
- Halticoptera stella Girault, 1917
- Halticoptera subpetiolata Howard, 1897
- Halticoptera trinflata Huang, 1991
- Halticoptera turgutvari Doganlar, 2006
- Halticoptera umbraculata Spinola, 1811
- Halticoptera vehbikoci Doganlar, 2006
- Halticoptera violacea Askew, 1972
- Halticoptera yoncacus Doganlar, 2006